# Shalom K'oboshvili
Shalom K’oboshvili, in georgiano შალომ კობოშვილი (Akhaltsikhe, 1876 – Tbilisi, 1941), è stato un pittore e artista georgiano, specializzato in disegni e dipinti della quotidianità del tempo degli Ebrei georgiani.

## Biografia
Nato in povera famiglia ebraica ad Akhaltsikhe, Koboshvili in origine fu avviato al Rabbinato, ma smise la sua formazione religiosa in età precoce. Il suo interesse per l'arte fu duramente criticato dalla sua famiglia. tutta la sua conoscenza d'arte era effettivamente da autodidatta. Dopo una carriera variegata (in cui intorno al 1910 si dice di aver incontrato con l'artista Niko Pirosmani) egli divenne nel 1937 un guardiano alla nuova costituzione ebraico storico-Museo Etnografico di Tbilisi. Il suo lavoro ci pare lo ha spinto a dedicarsi alla pittura e tutte le sue date di lavoro superstite del periodo 1937-1941, l'anno della sua morte
Il lavoro di Koboshvili, che è tutto in uno stile competente, ma ingenuo, è interamente dedicato a scene di vita ebraica; a volte dipinto ad olio, a volte in acquarelli su carta. Ci sono scene relative ai matrimoni ebraici, per feste ebraiche (tra cui Succot e Yom Kippur), e alle scene di vita ebraica in villaggi georgiani e nei. Kolkhoz.
Il Museo Ebraico georgiano è stato forzatamente nel 1950 e il suo contenuto, comprese le opere di Koboshvili, sono stati trasferiti al Museo Nazionale della Georgia, a cui appartengono ancora. Una mostra retrospettiva delle opere di Koboshvili si è tenuta presso il Museo a Tbilisi nel 2006.